# Богословская, Ольга Михайловна
О́льга Миха́йловна Богосло́вская (в девичестве — Нау́мкина, род. 20 мая 1964, Москва) — советская и российская легкоатлетка, бегунья на дистанции 100 и 200 м. Заслуженный мастер спорта России. Телекомментатор.

## Биография
Обладательница серебряной медали летних Олимпийских игр 1992 года в составе Объединённой команды в эстафете 4×100 м (в компании Марины Транденковой, Галины Мальчугиной, Ирины Приваловой). Чемпионка мира 1993 года в эстафете 4×100 м (Наталья Воронова, Мальчугина, Привалова).
На Олимпийских играх 1996 года в Атланте работала уже в качестве комментатора для ОРТ. С 1997 по 1999 год являлась спортивным комментатором новостных выпусков «Телевизионной службы новостей» на ТВ-6.
С 2000 по 2015 год работала на телеканалах ВГТРК спортивным комментатором (специализация — лёгкая атлетика).
27 декабря 2013 года приняла участие в эстафете олимпийского огня Сочи-2014 в городе Чебоксары.
На Олимпийских играх 2014 года в Сочи комментировала шорт-трек.
9 декабря 2014 г. стала лауреатом премии в области спортивной журналистики «Журналистская братия».
С ноября 2015 — корреспондент и комментатор лёгкой атлетики на телеканале «Матч ТВ».

## Допинговый скандал
В 1994 году была дисквалифицирована на 2 года за стероиды.

## Личные рекорды
- 100 м — 11,07 сек (1992)[9]
- 200 м — 23,35 сек (2 июля 1993, Вильнёв-д’Аск)
- 60 м (в зале) — 7,06 сек (26 фев 1994, Липецк)